# Maradó
«Maradó» es una canción y sencillo del grupo musical de Argentina Los Piojos, incluida en su tercer álbum de estudio titulado 3er arco del año 1996. La canción cuenta con dos versiones, la original cantada en estudio, y la otra interpretada en vivo incluida en el primer álbum en vivo titulado Ritual del año 1999, que cuenta con la introducción de Diego Maradona entregándole los últimos botines que utilizó como agradecimiento.

## Video musical
El video musical fue dirigido por Hans Bonato, muestra a los integrantes del grupo jugando a la pelota en el estadio Tomás A. Ducó del Club Atlético Huracán, mezclado con los mejores goles y jugadas de Diego Maradona. El video musical fue transmitido por la cadena MTV. Fue presentado durante dos noches seguidas en el Microestadio de Ferro.